# Гідрид стронцію
Гідри́д стро́нцію — неорганічна бінарна сполука стронцію та гідрогену складу SrH2, білий порошок. Застосовується як високотемпературний відновник металів.

## Отримання
Стронцій гідрид добувають відновленням оксиду стронцію або ж взаємодією простих речовин:
{\displaystyle \mathrm {SrO+2H_{2}\ {\xrightarrow {t}}\ SrH_{2}+H_{2}O\!} }
{\displaystyle \mathrm {Sr+H_{2}\ {\xrightarrow {t}}\ SrH_{2}\!} }

## Хімічні властивості
Гідрид стронцію реагує з водою та розчинами кислот (при нагріванні):
{\displaystyle \mathrm {SrH_{2}+2H_{2}O\rightarrow \ Sr(OH)_{2}+2H_{2}\!} }
{\displaystyle \mathrm {SrH_{2}+2HCl{\xrightarrow {t}}\ SrCl_{2}+2H_{2}\!} }
За достатньо високих температур гідрид реагує з неметалами:
{\displaystyle \mathrm {SrH_{2}+O_{2}{\xrightarrow {t}}\ SrO+H_{2}O\!} }
{\displaystyle \mathrm {SrH_{2}+2Br_{2}{\xrightarrow {t}}\ SrBr_{2}+2HBr\!} }
SrH2 здатен відновлювати метали з їх сполук, зокрема оксидів:
{\displaystyle \mathrm {SrH_{2}+Cu_{2}O{\xrightarrow {t}}\ SrO+2Cu+H_{2}\!} }